# Emäpaju
Emäpaju är en sjö i kommunen Kangasniemi i landskapet Södra Savolax i Finland. Sjön ligger 94,7 meter över havet. Den är 10,63 meter djup. Arean är 1,09 kvadratkilometer och strandlinjen är 13,17 kilometer lång. Sjön  ingår i Kymmene älvs huvudavrinningsområde.   Den ligger omkring 51 kilometer nordväst om S:t Michel och omkring 220 kilometer norr om Helsingfors. 
De största öarna i sjön är Rautasaari (13 ha), och Murhasaari (2,3 ha).